# 山田和也
山田和也（やまだ かずや、1961年12月11日 - ）は、日本の演出家。東宝演劇部所属。東京都出身。日本大学藝術学部演劇学科演出コース在学中に三谷幸喜が主催する東京サンシャインボーイズの旗揚げに参加。卒業後の1984年、東宝演劇部に所属。パルコ・プロデュースによる三谷幸喜／作『君となら』でメジャー演出家デビュー。以後ミュージカル、ストレートプレイとジャンルを超えて幅広く活躍している。

## 主な演出作品
- 1983年
  - 「6ペンスの唄」
  - 「プーサン酒場と3つのわくわくする物語」
- 1985年
  - 「48センチの喜劇」
- 1992年
  - （3月 - 4月）「サウンド・オブ・ミュージック」青山劇場
- 1994年
  - 「東京サンシャインボーイズの「罠」」
- 1995年
  - 「君となら〜Nobody Else But You」 PARCO劇場
  - （4月 - 5月）「サウンド・オブ・ミュージック」帝国劇場、中日劇場
  - （8月）「サウンド・オブ・ミュージック」劇場飛天
- 1996年
  - 「巌流島」 PARCO劇場、他
  - 「少年隊ミュージカル／Playzone '96 RHYTHM」 青山劇場、他
- 1997年
  - 「笑の大学」 青山円形劇場、他
  - 「君となら〜Nobody Else But You '97」 PARCO劇場、他
  - 3番テーブルの客（フジテレビ）
- 1998年
  - 「きららの指輪たち」 PARCO劇場、他
  - （3月 - 4月）「サウンド・オブ・ミュージック」 日生劇場
  - （10月 - 11月）「ローマの休日」 青山劇場、劇場飛天
- 1999年
  - 「パパに乾杯」（初演、再演） 新国立劇場、他
  - 「南太平洋」 青山劇場
  - （5月、7月）「ローマの休日」（再演） 中日劇場、博多座
  - 「マディソン郡の橋」 アートスフィア、他
  - 「春朧」 帝国劇場
  - 「I Do! I Do!」 アートスフィア、他
- 2000年
  - （3月 - 4月）「ローマの休日」（リニューアル再演） 帝国劇場
  - 「そして誰もいなくなった」（再演） アートスフィア、他
  - （8月）「サウンド・オブ・ミュージック」（再演） 劇場飛天
  - （9月 - 10月）「シェルブールの雨傘」 アートスフィア、大阪メルパルクホール
- 2001年
  - 「マディソン郡の橋」（再演） 赤坂ACTシアター、他
  - （7月 - 8月）「風と共に去りぬ」 帝国劇場
  - （11月 - 12月）「ジキル&ハイド」 日生劇場、中日劇場
- 2002年
  - （1月）「ジキル&ハイド」梅田芸術劇場シアタードラマシティ
  - 「チャーリー・ガール」 帝国劇場、梅田コマ劇場
  - 「鹿鳴館」 ル・テアトル銀座
  - 「I Do! I Do!」（再演） アートスフィア、他
  - 「佐渡島他吉の生涯」（再演） 明治座
  - （12月 - 2003年1月）「風と共に去りぬ」（リニューアル再演） 梅田コマ劇場
- 2003年
  - （1月）「ジキル＆ハイド」（再演） 日生劇場
  - （1月 - 2月）「シェルブールの雨傘」（再演） 東京グローブ座、大阪近鉄劇場
  - （3月）「ミー・アンド・マイガール」 帝国劇場
  - （4月 - 5月）「風と共に去りぬ」（リニューアル再演） 中日劇場、帝国劇場
  - （7月 - 8月）「シンデレラストーリー」 青山劇場、他
  - （10月 - 11月）「その場しのぎの男たち」 下北沢・本多劇場、他
  - （12月）「イーストウィックの魔女たち」 帝国劇場

- 2004年
  - 「鹿鳴館」（再演） ル・テアトル銀座
  - （5月）「サウンド・オブ・ミュージック」（再演） 博多座
  - 「ナイル殺人事件」 ル・テアトル銀座
- 2005年
  - 「I Do! I Do!　結婚物語」 東京芸術劇場中ホール、他
  - 「メリー・ウィドウ」 オーチャードホール
  - （5月 - 6月）「シンデレラストーリー」（再演） ル・テアトル銀座、他
  - （7月）「イーストウィックの魔女たち」 博多座
  - （12月）「ジキル&ハイド」（再々演） 日生劇場
- 2006年
  - （6月）「ミー・アンド・マイガール」  帝国劇場
  - （7月 - 8月）「ダンス・オブ・ヴァンパイア」 帝国劇場
  - （10月）「風と共に去りぬ」 博多座
  - 「竜馬の妻とその夫と愛人」 ニューヨーク／ジャパン・ソサエティー
- 2007年
  - （4月 - 5月）「ジキル&ハイド」（ファイナル） 日生劇場、他
  - 「ザ・ヒットパレード〜ショウと私を愛した夫〜」 ル・テアトル銀座
  - （10月 - 11月）「イーストウィックの魔女たち」 帝国劇場
- 2008年
  - 「ウェディング・シンガー」 日生劇場
  - （4月 - 6月）「レベッカ」 シアタークリエ
  - （5月）「イーストウィックの魔女たち」梅田芸術劇場シアタードラマシティ、他
  - 「フラガール」 赤坂ACTシアター、他
  - （12月）「ラ・カージュ・オ・フォール」 日生劇場
- 2009年
  - （1月）「ラ・カージュ・オ・フォール」 北九州芸術劇場、梅田芸術劇場シアタードラマシティ
  - （6月 - 7月）「ミー・アンド・マイガール」  帝国劇場、中日劇場
  - （7月 - 9月）「ダンス・オブ・ヴァンパイア」 帝国劇場、博多座
  - （11月 - 12月）「パイレート・クィーン」 帝国劇場
- 2010年
  - （1月）「パイレート・クィーン」 梅田芸術劇場メインホール
  - （3月 - 6月）「レベッカ」 帝国劇場、他
  - 「フラガール」 赤坂ACTシアター、他
  - 「青猫物語」 シアタークリエ
  - 「ラ・カージュ・オ・フォール」 日生劇場
- 2011年
  - （6月 - 7月）「風と共に去りぬ」（リニューアル再演）梅田芸術劇場メインホール、帝国劇場
  - （7月 - 9月）「三銃士」帝国劇場、博多座
  - （10月 - 11月）「ニューヨークに行きたい!!」帝国劇場、梅田芸術劇場メインホール
  - （11月 - 12月）「ダンス・オブ・ヴァンパイア」 帝国劇場
- 2012年
  - （1月）「ダンス・オブ・ヴァンパイア」梅田芸術劇場メインホール
  - （1月 - 2月）「ラ・カージュ・オ・フォール」 日生劇場、他
  - （3月 - 4月）「ジキル&ハイド」日生劇場、他
  - （12月）「モンテ・クリスト伯」日生劇場
- 2013年
  - （1月）「モンテ・クリスト伯」梅田芸術劇場メインホール、他
- 2014年
  - （6月 - 8月）「シスター・アクト〜天使にラブ・ソングを〜」帝国劇場、他
- 2015年
  - （2月 - 3月）「ラ・カージュ・オ・フォール」 日生劇場、梅田芸術劇場メインホール
  - （7月 - 9月）「貴婦人の訪問」シアタークリエ、他
  - （11月）「ダンス・オブ・ヴァンパイア」 帝国劇場
  - （12月）「ドッグファイト」サンケイホールブリーゼ、シアタークリエ[2]
- 2016年
  - （1月）「ダンス・オブ・ヴァンパイア」梅田芸術劇場メインホール、愛知県芸術劇場大ホール
  - （1月）「ドッグファイト」東海市芸術劇場大ホール
  - （3月 - 4月）「ジキル&ハイド」東京国際フォーラムCホール、他
  - （5月 - 8月）「シスター・アクト〜天使にラブ・ソングを〜」帝国劇場、他
  - （11月 - 12月）「貴婦人の訪問」シアタークリエ、他
- 2017年
  - （1月 - 2月）「シスター・アクト〜天使にラブ・ソングを〜」博多座、他
  - （4月 - 5月）「アニー」新国立劇場中劇場 [3]
  - （12月）「ドッグファイト」サンケイホールブリーゼ、シアタークリエ[4]
- 2018年
  - （1月）「ドッグファイト」愛知県芸術劇場 大ホール
  - （3月 - 4月）「ジキル&ハイド」東京国際フォーラムCホール、他
  - （3月 - 4月）「ラ・カージュ・オ・フォール」 日生劇場、他
  - （4月 - 5月）「アニー」新国立劇場中劇場
  - （8月 - 9月）「アニー」梅田芸術劇場シアタードラマシティ、他
  - （12月）「レベッカ」 梅田芸術劇場シアタードラマシティ、他
- 2019年
  - （1月 - 2月）「レベッカ」 シアタークリエ
  - （4月 - 5月）「アニー」新国立劇場中劇場
  - （11月 - 12月）「ダンス・オブ・ヴァンパイア」 帝国劇場、御園座
  - （11月 - 12月）「シスター・アクト〜天使にラブ・ソングを〜」東急シアターオーブ、他
- 2020年
  - （1月）「ダンス・オブ・ヴァンパイア」博多座、梅田芸術劇場メインホール
  - （1月 - 2月）「シスター・アクト〜天使にラブ・ソングを〜」梅田芸術劇場メインホール、他
  - （4月 - 5月）「アニー」新国立劇場中劇場※新型コロナウィルスの影響により全公演中止
  - （6月 - 7月）「ヘアスプレー」東京建物Brillia HALL、梅田芸術劇場メインホール
  - （8月 - 9月）「巌流島」明治座、他[5]※新型コロナウィルスの影響により全公演中止
  - （10月、12月）「ローマの休日」帝国劇場、御園座
  - （12月）「オトコ・フタリ」シアタークリエ[6]
- 2021年
  - （1月）「ローマの休日」博多座
  - （1月）「オトコ・フタリ」梅田芸術劇場シアタードラマシティ、刈谷市総合文化センターアイリス大ホール
  - （4月 - 5月）「アニー」新国立劇場中劇場
  - （8月）「アニー」梅田芸術劇場シアタードラマシティ、他[7]
  - （9月 - 10月）「ドッグファイト」シアタークリエ、他[8]
- 2022年
  - （3月 - 5月）「ラ・カージュ・オ・フォール」 日生劇場、他
  - （4月 - 5月）「アニー」新国立劇場中劇場[9]
  - （6月 - 7月）「奇人たちの晩餐会」世田谷パブリックシアター、他[10]
  - （8月）「アニー」梅田芸術劇場シアタードラマシティ、他
  - （9月 - 11月）「ヘアスプレー」東京建物Brillia HALL、他
  - （11月 - 12月）「シスター・アクト〜天使にラブ・ソングを〜」東急シアターオーブ、他
- 2023年
  - （1月）「シスター・アクト〜天使にラブ・ソングを〜」博多座、他
  - （2月 - 5月）「キングダム」帝国劇場、他
  - （3月 - 4月）「ジキル&ハイド」東京国際フォーラムCホール、他
  - （4月 - 5月）「アニー」新国立劇場中劇場[11]
  - （7月 - 8月）「家族モドキ」シアタークリエ、他
  - （8月）「アニー」梅田芸術劇場シアタードラマシティ、他
  - （8月 - 9月）「SHINE SHOW! シャイン・ショウ！」シアタークリエ[12]
  - （11月 - 12月）「シスター・アクト〜天使にラブ・ソングを〜」東急シアターオーブ、他
- 2024年
  - （4月 - 5月）「アニー」新国立劇場中劇場[13]
  - （8月）「アニー」梅田芸術劇場シアタードラマシティ、他
- 2025年
  - （5月 - 7月）「ダンス・オブ・ヴァンパイア」 東京建物 Brillia HALL、御園座、梅田芸術劇場メインホール、博多座
  - （12月 - 2026年2月）「十二国記」日生劇場、他[14]
- 2026年
  - （3月 - 4月）「ジキル&ハイド」東京国際フォーラム、他 [15]
  - （5月 - 6月）「レベッカ」シアタークリエ[16]

## 受賞歴
- 1997年　第4回読売演劇大賞　最優秀作品賞 「笑の大学」（パルコ）
- 1998年　第24回菊田一夫演劇賞　大賞

「ローマの休日」スタッフ・出演者一同　「ローマの休日」の高い舞台成果に対して
- 2002年　第28回菊田一夫演劇賞
「チャーリー・ガール」、「ジキル＆ハイド」、「ミー＆マイ・ガール」の演出に対して
- 2010年、第51回毎日芸術賞 第12回千田是也賞

「ミュージカル シラノ」、「ラ・カージュ・オ・フォール」の演出に対して

## 外部サイト
- SHOW GOES ON !! 本人のブログ